# فيكتور مانويل توريس
فيكتور مانويل توريس (بالإسبانية: Víctor Manuel Torres)‏ هو سياسي مكسيكي، ولد في 12 فبراير 1958 في المكسيك. حزبياً، نشط في حزب العمل الوطني. وقد انتخب عضو مجلس الشيوخ من المكسيك وانتخب عضو مجلس النواب المكسيك.